# Netstat
netstat (англ. network statistics) — службова комп'ютерна програма, призначена для відображення поточного статусу підключень (вхідних та вихідних) по TCP/IP чи UDP, таблиць маршрутизації, кількості мережевих адаптерів та статистики протоколів. Програмне забезпечення доступне на UNIX-подібних та на системах, базованих на Windows.

## Практичне застосування
Використовується для пошуку проблем в мережі та для визначення кількості трафіку як засобу виміру продуктивності.

## Параметри
| Параметр    | Платформа            | Значення |
| ----------- | -------------------- | --- |
| -a          | Усі доступні         | Відображення всіх підключеннь і портів, на які комп'ютер очікує з'єднання. (Підключення з боку сервера звичайно не відображаються)                            |
| -b          | Windows XP та новіші | Відображає назву програми, що створила з'єднання чи прослуховуючий порт                                                                                       |
| -b          | OS X та NetBSD       | Забезпечує відображення загальної кількості байт трафіку |
| -e          | Усі доступні         | Відображення статистики Ethernet. Параметр можна використовувати разом з -s                                                                                   |
| -h          | Unix                 | Відображення всіх доступних ключів при роботі |
| -i          | Unix                 | Відображає статистику мережевого інтерфейсу |
| -n          | Усі доступні         | Відображення адрес і номерів портів в числовому форматі, без спроб визначення імен                                                                            |
| -p протокол | Windows та BSD       | Відображення підключень для протоколу, заданому в параметрі. Доступні значення «tcp», «udp» та «ip». Використовується з ключем -s для відображення статистики |
| -r          | Усі доступні         | Відображення вмісту таблиці маршрутизації |
| -s          | Усі доступні         | Відображення детальної статистики по протоколах. За замовчуванням виводяться лише дані для TCP                                                                |
| -t          | Linux                | Відображає лише TCP підключення |
| -W          | FreeBSD              | Відображення широкого виводу — не обрізати назви хостів чи адреси IPv6                                                                                        |
| /?          | Windows              | Відображення всіх доступних параметрів при роботі |

## Приклад

### Windows
```
C:\>netstat
Active Connections
Protocol Local Address   Foreign Address      State
  TCP     dummy:3174  www.microsoft.com:80 ESTABLISHED
  TCP     dummy:3175  www.microsoft.com:80 ESTABLISHED
  TCP     dummy:3176  www.microsoft.com:80 ESTABLISHED
  TCP     dummy:3177  www.microsoft.com:80 ESTABLISHED
  TCP     dummy:3178  208.8.204.14:telnet  ESTABLISHED
  TCP     dummy:3181  chat.msn.com:6667    ESTABLISHED
  TCP     dummy:3182  hildrum.com:ftp      ESTABLISHED
  TCP     dummy:3183  hildrum.com:ftp-data ESTABLISHED

```

В прикладі показано, що комп'ютер має ввімкнений оглядач сторінок, що підключений до вебсайту www.microsoft.com. Ввімкнений сеанс telnet. Також користувач підключений до chat.msn.com і використовує програму передачі файлів по ftp.